# Nínox de Christmas
El nínox de Christmas (Ninox natalis) és una espècie d'ocell de la família dels estrígids (Strigidae). Habita els boscos de l'illa Christmas, a l'oceà Índic. El seu estat de conservació es considera vulnerable.